# Catherine Lutz
Catherine A. Lutz (* 1952) ist eine US-amerikanische Anthropologin und emeritierte Thomas J. Watson Jr. Family Professorin für Anthropologie und Internationale Studien an der Brown University. Sie ist Mitbegründerin und Co-Direktorin des Costs of War Project, das die menschlichen, wirtschaftlichen und sozialen Kosten der Kriege nach den Terroranschlägen am 11. September 2001 untersucht.

## Leben
Sie erhielt 1974 ihren B.A. in Soziologie und Anthropologie with distinction vom Swarthmore College und promovierte 1980 in Sozialanthropologie an der Universität Harvard.

## Karriere
Lutz begann ihre Laufbahn 1980–81 als Assistenzprofessorin an der Universität Harvard. Anschließend war sie von 1981 bis 1992 Assistant und Associate Professor an der State University of New York at Binghamton. Von 1992 bis 2003 lehrte sie als Associate Professor und Professor an der University of North Carolina at Chapel Hill, wo sie von 1992 bis 1995 auch als Associate Chair fungierte. 2003 wechselte sie zur Brown University, wo sie von 2009 bis 2012 als Vorsitzende des Anthropologie-Departments tätig war und 2020 emeritierte.
Von 2001 bis 2005 war Lutz Präsidentin der American Ethnological Society. Sie ist Mitbegründerin des Network of Concerned Anthropologists, einer Organisation, die sich kritisch mit der Rolle der Anthropologie in militärischen Kontexten auseinandersetzt.

### Costs of War Project
2010 gründete Lutz das Costs of War Project am Watson Institute der Brown University. Das Projekt bringt über 35 Wissenschaftler, Rechtsexperten, Menschenrechtsaktivisten und Ärzte zusammen, um die umfassenden Kosten der US-amerikanischen Kriege im Irak, in Afghanistan, Pakistan und Syrien seit 2001 zu dokumentieren und zu analysieren.

## Forschungsschwerpunkte
Lutz’ Forschung konzentriert sich auf die Bereiche Militär, Krieg und Gesellschaft, Geschlechterforschung, Demokratie, Automobilität und Ungleichheit, Subjektivität und Macht, Fotografie und Kulturgeschichte sowie kritische Theorie. Ihre frühen Arbeiten beschäftigten sich mit Emotionen und kultureller Anthropologie, insbesondere basierend auf ihrer Feldforschung auf dem mikronesischen Atoll Ifaluk.
Später verlagerte sich ihr Fokus auf die Untersuchung der US-amerikanischen Militärkultur und deren gesellschaftliche Auswirkungen. Sie analysierte die Rolle von Militärstützpunkten, Kriegsdarstellungen in den Medien und die sozialen Kosten der Militarisierung.

## Publikationen
Zu Lutz’ bedeutendsten Werken gehören:
- Unnatural Emotions: Everyday Sentiments on a Micronesian Atoll and Their Challenge to Western Theory (1988) – Eine bahnbrechende Studie über Emotionen und Kultur
- Reading National Geographic (1993, mit Jane L. Collins) – Eine kritische Analyse der fotografischen Darstellung der Welt
- Homefront: A Military City and the American 20th Century (2001) – Eine Untersuchung über Militärstädte und deren gesellschaftliche Bedeutung
- War and Health: The Medical Consequences of the Wars in Iraq and Afghanistan (2019, Herausgeberin mit Andrea Mazzarino) – Eine umfassende Analyse der gesundheitlichen Folgen der jüngsten US-Kriege
- Carjacked: The Culture of the Automobile and its Effect on Our Lives (2010, mit Anne Fernandez)
- The Bases of Empire: The Global Struggle against US Military Posts (2009, Herausgeberin)

## Auszeichnungen und Ehrungen
Lutz erhielt zahlreiche Auszeichnungen für ihre wissenschaftliche Arbeit:
- 2022: U.S. Peace Prize für das Costs of War Project
- 2016: Society of Professors of Education Outstanding Book Award für Schooled
- 2013: Guggenheim-Stipendium
- 2010: Distinguished Career Award der Society for the Anthropology of North America
- 2008: Delmos Jones and Jagna Sharff Memorial Prize für Local Democracy Under Siege
- 2007–2008: Matina S. Horner Distinguished Visiting Professor am Radcliffe Institute for Advanced Study
- 2002: Anthony Leeds Prize für Homefront
- 2002: Victor Turner Prize in Ethnographic Writing (Ehrende Erwähnung) für Homefront
- 1999–2000: National Endowment for the Humanities Fellowship for University Professors
- 1993: Ehrende Erwähnung der American Association of University Publishers für Reading National Geographic
- 1980: Stirling Award in Culture and Personality Studies der American Anthropological Association
- 1980: C. S. Ford Cross-Cultural Research Award der Society for Cross Cultural Research

## Gesellschaftliches Engagement
Neben ihrer wissenschaftlichen Tätigkeit engagiert sich Lutz in verschiedenen gesellschaftlichen Bereichen. Sie beriet die UN-Friedenstruppen-Abteilung zu Fragen sexueller Ausbeutung und Missbrauchs durch Friedenstruppen und arbeitete mit der Regierung von Guam zu den Auswirkungen der US-Militärpräsenz auf der Insel zusammen.
Sie ist Vorstandsmitglied des Quincy Institute for Responsible Statecraft, einer Organisation, die sich für eine verantwortungsvolle US-Außenpolitik einsetzt.

## Bedeutung und Rezeption
Catherine Lutz gilt als eine der führenden Anthropologinnen ihrer Generation, insbesondere im Bereich der kritischen Militär- und Kriegsforschung. Ihre Arbeit Unnatural Emotions wird als wegweisend für die anthropologische Emotionsforschung betrachtet und leistete wichtige Beiträge zur Debatte über kulturelle Universalien und Relativismus.
Ihr Costs of War Project hat maßgeblich zur öffentlichen Diskussion über die wahren Kosten der US-amerikanischen Kriege seit 2001 beigetragen und wird regelmäßig von Medien, Politikern und Wissenschaftlern zitiert.